# Hannah Taylor-Gordon
Hannah Taylor-Gordon est une actrice anglaise, née le 6 mars 1987 à Londres (Royaume-Uni).

## Filmographie
- 1993 : La Maison aux esprits (The House of the Spirits) : Blanca Trueba, enfant
- 1994 : Don't Get Me Started : Cricket
- 1994 : Quatre mariages et un enterrement (Four Weddings and a Funeral) : La jeune demoiselle d'honneur du deuxième mariage
- 1994 : Frankenstein : la jeune Elizabeth
- 1994 : Against All Odds: Lost and Found (série télévisée) : Pam, enfant
- 1995 : Buffalo Girls (téléfilm) : Janey
- 1996 : Saint-Ex d'Anand Tucker : Gabrielle de Saint-Exupéry jeune
- 1999 : The Reef : Effie Leath
- 1999 : Lettres de Mansfield Park (Mansfield Park) : la jeune Fanny
- 1999 : Jakob le menteur (Jakob the Liar) : Lina Kronstein
- 2001 : Anne Frank (Anne Frank: The Whole Story) (téléfilm) : Anne Frank
- 2004 : Secret Passage : Victoria
- 2004 : Vipère au poing : Fine
- 2005 : The Fine Art of Love: Mine Ha-Ha : Irene
- 2014 : The Ryan initiative : Sarah

## Distinctions
- Nomination au Primetime Emmy Award 2001 de la meilleure actrice pour Anne Frank